# Boxted, Essex
Boxted är en by i Essex, England. Grannstäder är  Colchester 8 km nord och 39 km nordöst Chelmsford. Orten har 1 361 invånare.
Mellan 1943 och 1947 låg ett militärt flygfält här.